# Wall of Eyes
Wall of Eyes é o segundo álbum de estúdio da banda de rock inglesa The Smile, lançado em 26 de janeiro de 2024 pela XL Recordings. Foi gravado em Oxford e Abbey Road Studios, em Londres, com o produtor Sam Petts-Davies.
O The Smile desenvolveu as músicas durante a turnê de seu primeiro álbum, A Light for Attracting Attention (em 2022). Após lançar o single "Bending Hectic" em junho de 2023, o The Smile anunciou o álbum com o single "Wall of Eyes" em novembro, seguido por "Friend of a Friend" em janeiro. Paul Thomas Anderson dirigiu os videoclipes de "Wall of Eyes" e "Friend of a Friend".
Wall of Eyes foi aclamado e entrou no top dez de várias paradas nacionais de álbuns. O The Smile iniciou uma turnê pela Europa em março de 2024. O segundo álbum gravado durante as mesmas sessões, Cutouts, será lançado em outubro.

## Gravação
O The Smile é composto pelos dois membros do Radiohead, Jonny Greenwood e Thom Yorke com o baterista Tom Skinner. Durante a turnê de seu primeiro álbum, A Light for Attracting Attention (em 2022), eles tocaram muitas músicas novas, incluindo várias faixas futuras do Wall of Eyes.
Enquanto a maioria dos trabalhos anteriores de Yorke, incluindo o álbum anterior do The Smile, que foi produzido por Nigel Godrich, no Wall of Eyes agora foi produzido e mixado por Sam Petts-Davies. Petts-Davies produziu anteriormente a trilha sonora de Yorke em 2018, Suspiria.
O The Smile gravou Wall of Eyes nos estúdios Oxford e Abbey Road, em Londres, com instrumentos de corda tocados pela London Contemporary Orchestra. Yorke disse que Abbey Road era o melhor estúdio de Londres e lamentou que tivesse um elemento "turístico" devido à sua associação com os The Beatles. Em março de 2023, a banda confirmou que estavam na sétima semana de gravação. Em junho, Greenwood disse que o álbum era sobre trabalhar dentro dos limites de uma banda de três pessoas e que eles ainda estavam trabalhando em um acúmulo de ideias geradas durante a pandemia de COVID-19.

## Música e letras
De acordo com BrooklynVegan, o Wall of Eyes é mais improvisado do que A Light For Attracting Attention. O Stereogum escreveu que era "menos explosivo". A faixa de abertura, "Wall of Eyes", apresenta violão dedilhado, cordas e um ritmo de samba em compasso 5/4. OStereogum descreveu-o como "leve, cadenciado, insular" e "suave e gracioso, com uma crescente sensação de desconforto e discordância". “Teleharmonic” combina “vocais celestiais, baixo emocionante, sintetizador ondulante e bateria estrondosa”. "Read the Room" é uma "odisseia de math-rock" com uma batida de bateria motorizada. “Under our Pillows” culmina num zumbido ambiente. Stereogum comparou a canção para piano "Friend of a Friend" ao trabalho de Randy Newman e Ben Folds, e comparou as cordas à canção dos Beatles de 1967 "A Day in the Life". "Bending Hectic" começa com uma guitarra desafinada e vai aumentando até um crescendo, com letras descrevendo um acidente de carro, um assunto familiar para Yorke.
O download da música de 2009 do Radiohead "These Are My Twisted Words" continha um arquivo de texto contendo a frase "Wall of Ice", gerando especulações de que era o título de um próximo EP do Radiohead. A frase "wall of eyes" apareceu mais tarde em materiais promocionais do álbum de 2011 do Radiohead, The King of Limbs. Respondendo às sugestões de que a letra de Wall of Eyes indicava que o Radiohead havia se separado, Greenwood disse: "Não, nós nunca escreveríamos músicas sobre nós mesmos, assim. Há muita história de bandas fazendo isso, e às vezes você treme de vergonha quando lê essas letras."

## Lançamento

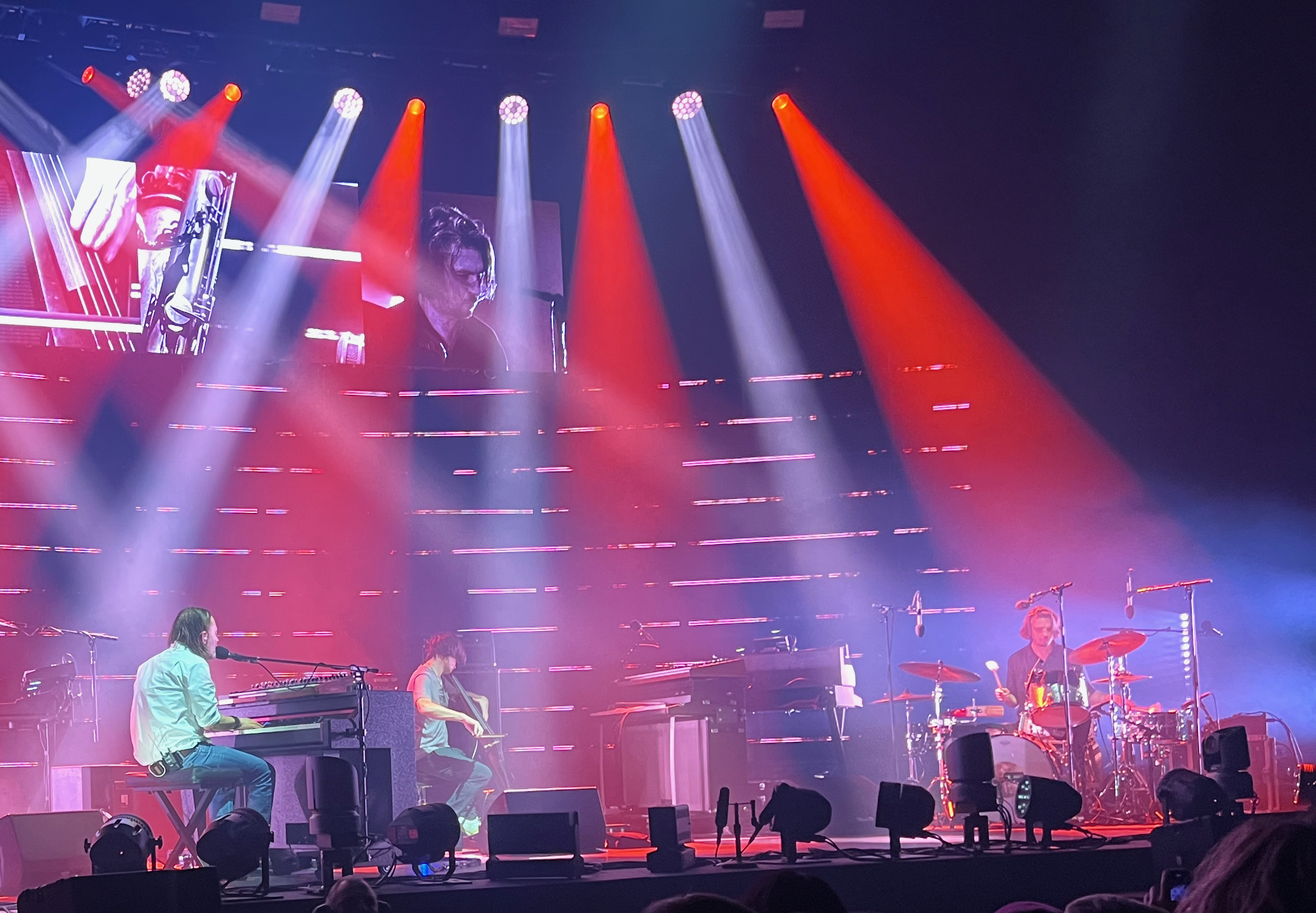
The Smile no Brighton Centre, em março de 2024

O The Smile contribuiu com uma versão de "Teleharmonic" para um episódio do drama de televisão Peaky Blinders, em 2022. O primeiro single do Wall of Eyes, "Bending Hectic", foi lançado em 20 de junho de 2023. Wall of Eyes foi anunciado em 13 de novembro, junto com o segundo single, "Wall of Eyes". O videoclipe de "Wall of Eyes" foi dirigido por Paul Thomas Anderson e filmado no Mildmay Club em Londres em outubro. Nele, Yorke vagueia por Londres, bebe sozinho num pub, olha fixamente para uma parede de globos oculares e senta-se entre dezenas de versões de si mesmo. O terceiro single, "Friend of a Friend", foi lançado em 9 de janeiro de 2024.
A partir de 19 de janeiro, o The Smile realizou uma série de exibições intitulada Wall of Eyes, on Film em cinemas independentes ao redor do mundo. Os eventos incluíram festas de audição do álbum em som surround, incluindo uma faixa orquestral adicional, "Tiptoe"; filmagens das sessões de gravação do álbum; a estreia do vídeo de Anderson para "Friend of a Friend"; e exibições de vídeos anteriores de Anderson com o The Smile, Yorke e Radiohead. Os membros da banda fizeram uma aparição surpresa no Prince Charles Cinema em Londres e responderam a perguntas do público.
Wall of Eyes foi lançado em 26 de janeiro de 2024. Foi o vinil mais vendido no Reino Unido na semana de seu lançamento. O The Smile iniciou uma turnê europeia em março, incluindo uma apresentação no 6º Festival de Música em Manchester com a London Contemporary Orchestra. A turnê de agosto foi cancelada depois que Greenwood foi temporariamente hospitalizado com uma infecção grave. O segundo álbum gravado durante as sessões de Wall of Eyes, Cutouts, está previsto para ser lançado em outubro.

## Recepção crítica
| Críticas profissionais | Críticas profissionais |
| Pontuações agregadas   | Pontuações agregadas   |
| Fonte                  | Avaliação              |
| ---------------------- | ---------------------- |
| AnyDecentMusic?        | 8.5/10                 |
| Metacritic             | 83/100                 |
| Avaliações da crítica  |                        |
| Fonte                  | Avaliação              |
| AllMusic               | [ 28 ]                 |
| Evening Standard       | [ 29 ]                 |
| Exclaim!               | 6/10                   |
| The Guardian           | [ 31 ]                 |
| The Independent        | [ 32 ]                 |
| The Irish Times        | [ 33 ]                 |
| NME                    | [ 34 ]                 |
| Pitchfork              | 8.5/10                 |
| Rolling Stone          | [ 12 ]                 |
| Uncut                  | 9/10                   |

De acordo com o agregador de análises Metacritic, Wall of Eyes recebeu "aclamação universal". O The Irish Times escreveu que tinha uma "majestade notável e sombria" que lembrava o álbum A Moon Shaped Pool de 2016 do Radiohead, e que Yorke e Greenwood "entregaram mais um clássico". O crítico musical chefe do The Guardian, Alexis Petridis, escolheu-o como seu álbum da semana, escrevendo que era "imaginativo e visceralmente emocionante, uma das melhores coisas que Yorke e Greenwood fizeram em pelo menos uma década".
Na Pitchfork, Jazz Monroe nomeou Wall of Eyes como a "melhor música nova" da semana, escrevendo que Yorke e Greenwood soavam mais relaxados e permitiram que suas composições absorvessem mais influências. O Consequence escolheu "Wall of Eyes" como sua música da semana, descrevendo-a como "vertiginosamente dançante e facilmente agradável... o som de três músicos sem limites com ideias suficientes para abranger várias vidas". Em julho, o BrooklynVegan nomeou Wall of Eyes como um dos seus álbuns favoritos do ano até agora, escrevendo: "É um prazer ouvir música que não soe tão obcecada por pessoas que apenas exalam talento... Por mais que as músicas mais melancólicas e etéreas soem como Thom Yorke e Jonny Greenwood no seu melhor, é ainda mais emocionante ouvir as maneiras como Wall of Eyes os tira de suas zonas de conforto habituais."
No Stereogum, Chris Deville escreveu que o Wall of Eyes "se destaca pela maneira como suas músicas lembram o crescimento de um organismo vivo, em vez de composições reunidas". Ele descreveu o Smile como uma "fase divertida" para Yorke e Greenwood, mas expressou esperança de um retorno do Radiohead e disse que o The Smile demonstrou o que os outros membros do Radiohead contribuem.

## Lista de faixas
Todas as letras escritas por Thom Yorke, Jonny Greenwood e Tom Skinner. 
| N.º            | Título               | Duração |  |
| 1.             | "Wall of Eyes"       | 5:05    |  |
| 2.             | "Teleharmonic"       | 5:10    |  |
| 3.             | "Read the Room"      | 5:14    |  |
| 4.             | "Under our Pillows"  | 6:14    |  |
| 5.             | "Friend of a Friend" | 4:35    |  |
| 6.             | "I Quit"             | 5:32    |  |
| 7.             | "Bending Hectic"     | 8:03    |  |
| 8.             | "You Know Me!"       | 5:22    |  |
| Duração total: | Duração total:       | 45:16   |  |

## Produção
Créditos adaptados das notas do encarte do álbum.
The Smile
- Jonny Greenwood – guitarras, baixo, piano, sintetizadores, arranjos orquestrais, violoncelo e Max MSP
- Tom Skinner – bateria, sintetizadores e percussão
- Thom Yorke – voz, guitarras, baixo, piano e sintetizadores

Produção
- Sam Petts-Davies –produção, engenharia e mixagem
- Oli Middleton – engenharia
- Tom Bailey – engenharia orquestral
- Pete Clements – tecnologia de estúdio
- Joe Wyatt – Gravação da Abbey Road e assistente de engenharia
- Tom Ashpitel – Gravação da Abbey Road
- Greg Calbi – masterização

Músicos adicionais
- London Contemporary Orchestra, liderado por Eloisa-Fleur Thom
  - Hugh Brunt – condutor
  - Robert Stillman – clarinete e saxofone
  - Pete Wareham – flauta